# Kateřina Emingerová
Katerina Emingerová (Praga, 13 de julio de 1856 – 9 de septiembre de 1934) fue una compositora, pianista y educadora musical checa. También fue una prolífica escritora musical y periodista, y escribió numerosos libros, ensayos, reseñas y artículos sobre música.

## Biografía
Emingerová nació en Praga, hija del abogado Jan Eminger y su esposa Julie Emingerová. La hermana de Kateřina, Helena (1858–1943), tuvo éxito como pintora y artista gráfica. Kateřina completó sus primeros estudios con František Škroup, Bedřich Smetana, Adolf Čech, František Zdeněk Skuherský, Ludevít Procházka, Vojtěch a Jan Hřímalí, Josef Paleček y el tenor vienés Gustav Walter.
Luego estudió con Josef Jiránek, Karel ze Slavkovských, Ludevít Procházka y Jindřich Kaan. En Berlín, su maestro fue Karl-Heinrich Barth en la Hochschule für Musik (1882-1883). Estudió composición en clases privadas con Zdeněk Fibich y Vítězslav Novák y comenzó a componer a la edad de trece años. Emingerová realizó su primer concierto en solitario a los diecinueve años en la sala de conciertos Konvikt.
En la década de 1870, Emingerová comenzó a componer bailes, especialmente polkas, que eran populares en los bailes de Praga. También compuso para orquesta, conjuntos de cámara, coro y voz solista. En 1890 comenzó a trabajar en el Conservatorio de Praga, primero como estudiante acompañante y después de 1911 como profesora de piano y música de cámara. Continuó trabajando en el Conservatorio durante treinta y ocho años hasta jubilarse en 1928.

## Carrera como escritora
Emingerová siguió actuando como acompañante y también actuó en relación con sus conferencias sobre música, algunas de las cuales se publicaron más tarde en forma de libro y artículos en revistas y periódicos. Preparó y publicó colecciones impresas de antiguos compositores checos y, a principios del siglo XX, contribuyó con Female World, Women's Horizon, Eve and the New Woman, promocionando a otras mujeres compositoras como Fanny Mendelssohn -Bartholdyová, Augusta Mary Anne Holmes, Cécile Chaminade, Johann Muller-Herrmanová, Lisa Maria Mayer, Ethel Smyth, Mary Lola Beranová-Stark o Florentina Mall.
Emingerová también contribuyó con artículos para las revistas musicales Dalibor, Smetana y para periódicos checos, incluidos Prager Presse, National Press y National Policy. Escribió reseñas de actuaciones en el Teatro Nacional, el Teatro de Ópera Vinohrady, la Orquesta Filarmónica Checa, la Sociedad de Música de Cámara y el Conservatorio de Praga. También escribió una serie de ensayos sobre la educación musical de los niños.
Los artículos de Emingerová pueden consultarse en la biblioteca y los archivos del Conservatorio de Praga, el Museo de Literatura Nacional, el Museo Nacional y el Museo Checo de la Música.

## Obras
Obras para piano (2 manos):
- inventos
- Estudio de concierto
- Recordatorios (1872)
- Vecindario
- Mignonette-Polka (1875)
- Ni-Polka (1877-1878)
- Sychrovská Galop (1879)
- Tarantela, Op. 4 (aprox. 1882)
- polca melancólica
- Valse mignone

Pistas de piano (4 manos):
- Marcha festiva (1899)
- Canción de cuna

Obras para violín y piano:
- Polonesa
- Sonata (1881)

Canciones para voz y piano:
- An Dich (letra de Maria Janitschek )
- Weiss das sie ja schon lange
- Frühlingslied (1880)
- Estrella de la esperanza (1880)
- Gute Nacht (1889)
- Me pareció que tú' moriste (1890)
- Dos canciones para voz alta
- Viejas canciones (1930)
- Dos canciones para voz alta con acompañamiento de piano
- Créeme, la flor en las alas de una mariposa
- Cómo gema (1883)
- Sólo mira
- Werners Jung mintió
- la gente estaba hablando
- liebeszauber
- El grosor del ojo (1880)
- Oración (1880)
- En el cielo y en la tierra
- Gaitero (1896)
- Peregrino
- Kovařovic Andula (1896)
- Tú como un cielo de ensueño
- Canción de la tarde
- Princesa diente de león (1901)

Canciones a dos voces con piano:
- Tres canciones populares checas (1880)
- me gustaría
- Duetos para voces femeninas
- Estrella y esperanza (letra de Elizabeth Krásnohorská)

Coros de mujeres:
- Cuatro canciones para voces femeninas (1900)
- Duetos para voces femeninas
- Svatvečer

Coros de hombres:
- ¡Antorchas aquí!
- Esposos
- Coro divertido para cuatro voces masculinas (1901)

Coros mixtos:
- O salutaris Lejos (1901)

Canciones orquestales:
- Recordatorios (polka, 1872)
- Rusalka (polca, 1873)
- Chispas (galope)
- Off (galope, 1874)
- Zefyri (galope, 1875)
- Mignonette (Polca, 1875)
- Josephine (galope, 1878)
- Sychrovská (galope, 1879)
- Ramo eslavo (Quadrille, 1879)
- Leyenda del bosque (Quadrille, 1880)
- Vals (1882)
- Memorias del castillo Eisenberg (Quadrille, 1882)
- Tarantela (1882)